# Nedo Logli
Nedo Logli (Prato, 23 luglio 1923 – Carmignano, 28 ottobre 2014) è stato un ciclista su strada italiano.
Professionista e indipendente tra il 1943 e il 1953, vinse una tappa al Giro d'Italia 1948 e una edizione della Tre Valli Varesine.

## Carriera
Fu terzo nel Campionato italiano allievi nel 1940. Passato alle corse miste allievi-dilettanti, nel 1941 appena diciottenne vinse il Giro del Casentino ad Arezzo battendo in volata Alfredo Martini; l'anno dopo, il primo da dilettante, fece sue anche la Coppa Giuseppe Azzini a Modena, la Coppa Giulio Burci a Firenze e la Bologna-Raticosa, oltre al Campionato della gioventù europea a Milano, mentre nel 1943 vinse il Giro dell'Emilia battendo in volata anche ciclisti professionisti.
Attivo come professionista e indipendente dal 1945, corse per la Viscontea, la Welter, la Arbos e la Ganna, distinguendosi come passista veloce. Le sue principali vittorie furono la Coppa Placci 1946, valida come campionato nazionale Indipendenti, il Gran Premio Industria e Commercio di Prato 1946, la tappa Bari-Napoli al Giro d'Italia 1948 e la Tre Valli Varesine 1949. Fu anche nono nella classifica generale del Giro d'Italia 1949 e terzo al Giro di Lombardia nello stesso anno, tanto che per i numerosi piazzamenti stagionali fu terzo, dietro a Fausto Coppi e Gino Bartali, nella graduatoria finale della Challenge Desgrange-Colombo 1949, classifica mondiale a punti.
Fu nelle stagioni seguenti secondo alla Milano-Sanremo 1950 dietro a un imprevedibile Gino Bartali, battendo nell'occasione assi dello sprint come Rik Van Steenbergen e Oreste Conte, e quinto alla Freccia Vallone 1951. Nel 1952 si aggiudicò una tappa e la cronometro a squadre alla Vuelta a la Argentina. Concluse la carriera agonistica nel 1953.

## Palmarès
- 1941 (allievi)

Giro del Casentino
- 1942 (dilettanti)

Coppa Giuseppe Azzini
Coppa Giulio Burci
Bologna-Raticosa
Gran Premio del Ventennale
Coppa Raffaele Garinei
- 1943 (dilettanti)

Giro dell'Emilia
- 1946 (A.C. Pratese, tre vittorie)

Coppa delle Industrie - Torrita di Siena
Coppa Placci, valida come Campionati italiani, Prova in linea Indipendenti
Gran Premio Industria e Commercio di Prato
- 1948 (Arbos, una vittoria)

9ª tappa Giro d'Italia (Bari > Napoli)
- 1949 (Arbos, una vittoria)

Tre Valli Varesine
- 1952 (Welter, due vittorie)

Gran Premio Ponte Valleceppi
14ª tappa Vuelta a la Argentina (Chacabuco > Buenos Aires)

### Altri successi
- 1952 (Welter)

4ª tappa Vuelta a la Argentina (Río Cuarto > Mercedes, cronosquadre)

## Piazzamenti

### Grandi Giri
- Giro d'Italia

1948: 11º
1949: 9º
1951: 44º
1952: 50º

### Classiche monumento
- Milano-Sanremo

1946: 11º
1949: 12º
1950: 2º
1951: 25º
1952: 28º
1953: 35º
- Parigi-Roubaix

1949: 12º
1951: 30º
- Giro di Lombardia

1942: 7º
1948: 15º
1949: 3º
1951: 20º